# Cléo Pires

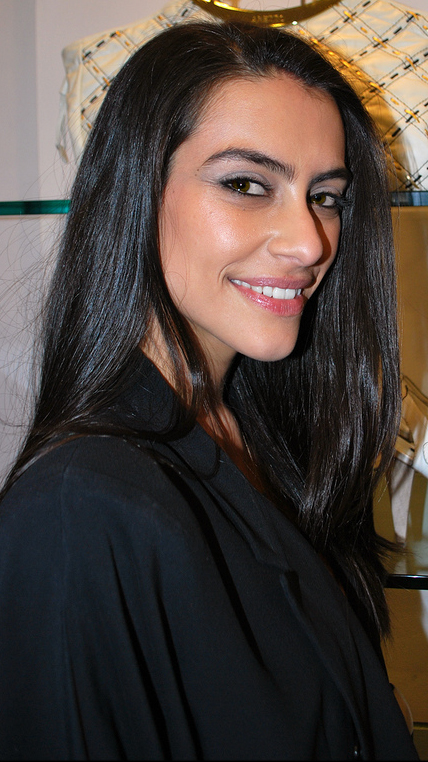
Cléo Pires

Cleo Pires Ayrosa Galvão (sinh ngày 2 tháng 10 năm 1982) là một nữ diễn viên và ca sĩ người Brazil.

## Sự nghiệp
Cô xuất hiện lần đầu với tư cách là một nữ diễn viên khi tham gia loạt phim ngắn Memorial de Maria Moura vào năm 1994. Đó là sự tham gia nhanh chóng của một tập phim, trong đó nhân vật chính Maria Moura, là một phụ nữ trẻ, được mẹ cô đóng, Glória Pires, ở tuổi trưởng thành của nhân vật. Sau đó, cô rời xa TV và các phương tiện truyền thông, tin rằng cô không có ơn gọi theo bước chân của mẹ cô. Cleo nói rằng cô thấy Gloria làm việc cả ngày lẫn đêm mà không dừng lại, báo chí xâm lược sự riêng tư của bà và điện thoại reo suốt thời gian, và cô không muốn nó trong tương lai của mình. Không phải là cô có bất cứ điều gì chống lại sự nghiệp của mình, nhưng đó là điều mà cô không nghĩ đến, nó không có trong đầu cô. Một thực tế tò mò là ngay cả bộ phim là một trong những đam mê của cô, khi được hỏi cô có muốn trở thành một diễn viên, ngay lập tức nghĩ về tiểu thuyết và nhà hát, những thứ không có hứng thú hay tò mò.
Cho đến năm 2003, cô gặp Monique Gardenberg trong phòng tắm, và được mời đến ngôi sao trong phim Benjamin. Cleo nói rằng cô đã rất ngạc nhiên bởi sự tin tưởng như vậy được đặt trong cô và do đó chấp nhận lời mời. Sau nhiều lần tập luyện và nhiều buổi diễn tập, kể từ khi cô chưa bao giờ làm phim trước đó, cô đã quay bộ phim, có kịch bản dựa trên cuốn sách cùng tên của Chico Buarque. Ngay sau khi cô hoàn thành công việc và thấy kết quả, cô đã yêu nghề và quyết định rằng đó là những gì cô muốn. Mặc dù cô không bao giờ tham gia một khóa học diễn xuất, cô nhận được lời khen ngợi cho màn trình diễn của mình và thi đấu cho một số giải thưởng trong hạng mục Nữ diễn viên xuất sắc nhất, chiến thắng tại Liên hoan Rio.